# 孙家湾镇 (醴陵市)
孙家湾乡，是中华人民共和国湖南省株洲市醴陵市下辖的一个乡镇级行政单位。

## 行政区划
孙家湾乡下辖以下地区：
李家山村、孙家湾村、西岸村、龙虎湾村、文家湾村和观前村。